# Journalistiska yrkesroller
Journalistyrket innehåller ett antal olika yrkesroller. Många journalister arbetar inom en eller flera av de rollerna, medan andra är mindre specialiserade. Journalister på större redaktioner (ofta tidnings- eller etermedieföretag med stor spridning) har ofta mer specialiserade roller. En redaktör på exempelvis en föreningstidning med liten upplaga får av ekonomiska skäl ofta sköta en stor del av rollerna själv.

## Yrkesroller
Nedan listas ett antal olika yrkesroller inom journalistiken. Fler listas i huvudartikeln journalist.
- Redaktör – yrkestiteln för en person som bestämmer eller redigerar innehåll i en tidning, tidskrift eller bokverk. Titeln förekommer även i radio eller TV. Ordet har traditionellt också använts som titulering av journalister i största allmänhet.
- Chefredaktör – titeln på huvudredaktören på en tidning, tidskrift eller annan media. Chefredaktören är den person som har den högsta journalistiska funktionen på en tidning. Ibland är denne även ansvarig utgivare.[1] Om chefredaktören även är verkställande direktör för tidningens bolag tituleras de ibland istället publisher eller "tidningschef".
- Redaktionschef – titeln på personen närmast under chefredaktören
- Inbäddad reporter – en nyhetsjournalist som knutits till militära enheter, vilka är inblandade i väpnade konflikter. Medan begreppet kan tillämpas på många historiska samspel mellan journalister och militärer, kom det först att användas i mediabevakningen av Irakkriget 2003. Förenta staternas militärer svarade på påtryckningar från landets nyhetsmedia, som var besvikna över den åtkomstnivå som USA erbjöds under Gulfkriget 1991 och vid Afghanistankriget 2001.
- Pressfotograf – en fotograf som arbetar för en redaktion med att producera nyhets- eller andra foton.
- Redigerare – sammanställer nyhets- eller annat material för tryck eller sändning. Till sin hjälp har redigeraren idag layoutprogram (tidning) eller redigeringsprogram (etermedium).